# Juan de Valdés

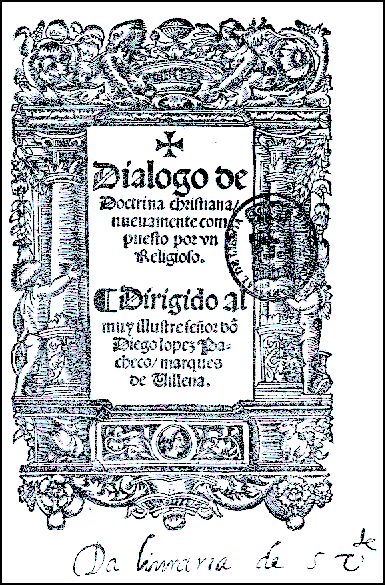
Diálogo de la Doctrina christiana, 1529.

Juan de Valdés va ser un humanista, erasmista i escriptor espanyol, que va néixer a Conca l'any 1509 i va morir a Nàpols l'any 1541.

## Biografia
Es tenen poques notícies dels primers anys de la seva vida. Va estudiar a Alcalà d'Henares i a principis de 1528 va començar la seva correspondència amb Erasme de Rotterdam. Va entrar al servei del marquès de Villena, període decisiu en la seva formació religiosa.
En aparèixer el seu primer llibre, Diàleg de doctrina cristiana (Alcalà d'Henares, 1529), va ser denunciat davant la Inquisició, per la qual cosa decideix traslladar-se a Itàlia, on va residir fins a la seva mort, havent estat gentilhome de capa i espasa a la Cort de Climent VII.
L'any 1534 marxa a Roma i un any després a Nàpols, en ambdós llocs com a agent polític de l'emperador, tot i que per poc temps, ja que va ser víctima de la reacció antierasmista de la Inquisició espanyola; a Nàpols va tractar a Garcilaso de la Vega, membre de l'Acadèmia Pontaniana; i fins a la seva mort va escriure copiosament consideracions pietoses, treballs exegètics, traduccions parcials de la Bíblia i alguns diàlegs destinats a aclarir conceptes i ampliar les converses que tenia a la tertúlia que mantenia a casa seva amb els adeptes a les seves doctrines religioses, un veritable cercle de reformistes i religiosos enllumenats. Tots aquests treballs manuscrits van ser conservats i transmesos per la més famosa dels seus deixebles, Giulia Gonzaga.
A casa seva va rebre, entre d'altres, l'arquebisbe d'Òtranto Pietro Antonio di Capua, Galeazzo Caracciolo, Caterina Cybo, el vicari general de l'orde caputxina Bernardino Ochino, el bisbe de Bèrgam Vittore Soranzo, Bartolomeo Spadafora, el bisbe herètic de Cheronissa (Creta) Giovanni Francesco Verdura o al teòleg convertit al protestantisme Pietro Martire Vermigli.
Segons testimoni retut el 7 de març de 1564 per Francesco Alois, condemnat com luterà, entre els simpatitzants de Juan de Valdès cabia incloure també a Nicola Maria Caracciolo (1512-1568), bisbe de Catània, que en el text del seu sínode diocesà, escrit en llengua vulgar, demostra una espiritualitat propera a la dels enllumenats. Però els més destacats van ser Pietro Carnesecchi, Marcantonio Flaminio, Mario Galeote, amic de Garcilaso, i la ja esmentada Giulia Gonzaga.
Amb ser Nàpols, en aquella època, una ciutat de la corona d'Aragó, faltaven llibres per aprendre el castellà, i sembla que en escriure la seva obra Diàleg de la llengua, Valdès va tractar de complaure a un grup d'amics que desitjaven perfeccionar el coneixement del castellà; aquesta és la seva obra mestra, composta cap a 1535 i que no va arribar a ser impresa sinó ja en ple segle xviii, quan l'il·lustrat Gregorio Mayans i Siscar la va editar com a apèndix en els seus orígens de la llengua espanyola (1737), encara que amb el títol de Diàleg de les llengües. Conté tota mena de judicis sobre qüestions normatives de la llengua castellana més pura i mostrant-se molt oposat a Antonio de Nebrija, a qui considerava massa afectat d'andalusisme. Quant a l'estil, es mostra plenament renaixentista en escriure: 
| « | L'estil que tinc m'és natural i sense cap afectació. Escric com parlo; vaig en compte d'utilitzar els mots que signifiquin bé el que vull dir, i ho dic de la manera més planera possible perquè, al meu parer, en cap llengua està bé l'afectació. | » |

Juan de Valdès, juntament amb el del seu germà Alfonso de Valdés, ha estat considerat com un dels possibles autors del Lazarillo de Tormes, però la idea sembla descartada pels estudis actuals. Pel que fa a les seves inquietuds religioses, que van ser les que més van ocupar els seus escrits, es troben a mig camí entre el catolicisme i la reforma luterana i van arribar a tenir gran ressonància a Europa, de manera que fins i tot s'atribueix a Valdès i en especial als seus deixebles, els anomenats valdesianos, l'entrada del protestantisme a Itàlia.